# Sidratoel Moentaha
Sidratoel Moentaha (Arabisch: سِدْرَة ٱلْمُنْتَهَىٰ) is binnen de Islam een boom die de grenzen van hemelse kennis zoals geopenbaard aan mensen markeert, waar geen mens voorbij kan gaan. 
Het wordt genoemd in Soera 53:13–18 van de Koran, in de beschrijving van de Nachtreis (mi'rāj) van Mohammed, waar hij, als enige toegestaan, reisde met de aartsengel Gabriël naar de boom (waar de engel stopte) waarna God Mohammed instrueerde over de vijf dagelijkse gebeden. Sidratoel Moentaha betekent in het Arabisch "Laatste Boom".

## Hadith (overlevering)
In de Hadith wordt het genoemd als de boom die zich onder de Troon van God bevindt.
De Sidratoel Moentaha zou een aantal bladeren hebben gelijk aan het aantal mensen dat op aarde leeft. Als het leven van een mens eindigt en deze nog maar 40 dagen te leven heeft, valt er een blad met zijn naam erop voor Azraël, de Engel des Doods. Vanaf die dag beschouwen alle engelen deze persoon als dood. Hij heeft dan nog maar 40 dagen in de wereld te leven.
Binnen de islam wordt gesteld dat als iemand sterft, dat de Engel des Doods dan komt om zijn ziel te nemen. Wanneer hij dan in zijn graf wordt gezet, keert zijn ziel terug naar het lichaam en plaatst zich tussen het lichaam en het lijkkleed. Hij hoort dan de voetstappen van de laatste mensen verdwijnen. Als een gelovige sterft, verlaat zijn ziel gemakkelijk het lichaam. Zijn ziel verlaat het lichaam, zoals een druppel uit een waterzak stroomt en de Engel des Doods pakt het ziel vast. Dan dalen engelen met stralende gezichten als de zon, uit de hemel en dragen de ziel in een geparfumeerd kleed tot de eerste hemelpoort, waarna deze open gaat. Ze gaan verder tot hij in de aanwezigheid van God komt. Dan zegt God: "Schrijf het boek (met goede en slechte daden) van mijn dienaar in het paradijs en breng hem terug naar de aarde."
De ziel wordt weer in zijn lichaam gebracht en de twee engelen Moenkar en Nakier komen hem ondervragen. Ze zouden dan de volgende vragen stellen: "wie is uw Heer (God), wat is jouw godsdienst (islam), wie is de man (Mohammed) die onder u was gestuurd en hoe (Koran en soenna) ben je deze dingen te weten gekomen?". Als hij alles juist beantwoordt heeft, dan wordt zijn graf uitgebreid, hoewel dat niet fysiek waargenomen kan worden. De poort van het paradijs wordt geopend voor hem en de zoete geur van het paradijs komt bij hem. Daarna komt er een man met prachtige kleding en een zoete geur naar hem toe. De ziel vraagt: "Wie ben jij?" "Ik ben je goede daden," zal de man antwoorden. De ziel verlangt dan naar het Laatste Uur, zodat hij het paradijs zal binnentreden.
Echter, binnen de islam gaat men ervan uit dat als een ongelovige sterft, zijn ziel moeilijk het lichaam verlaat. Zijn ziel wordt uit het lichaam getrokken, zoals een pin uit natte wol wordt getrokken. Angstaanjagende engelen met zwarte gezichten en ruig haar dalen naar beneden naar hem toe en dragen hem in een stinkend, ruig en behaard kleed tot de eerste hemelpoort. Deze gaat niet open. God zegt dan: "Schrijf zijn boek in de hel." Daarna wordt zijn ziel naar beneden gegooid, terug naar zijn lichaam. Moenkar en Nakir verschijnen voor hem. Hij wordt ondervraagd. Hij krijgt dezelfde vragen als bij een gelovige. Hij zal niet in staat zijn om deze vragen te beantwoorden. Zijn graf wordt dan zo nauw dat zijn ribben samengeperst worden. De poort van de hel wordt geopend en hete wind bereikt zijn graf. Dan komt er een man met een afschuwelijk uiterlijk, afschuwelijke kleding en een vieze lucht naar hem toe. De ziel vraagt: "wie ben jij?". "Ik ben je slechte daden," zal hij antwoorden. De ziel zal roepen: "O God, laat het Laatste Uur niet komen!"
De Koran stelt in soera De Onoverkomelijke Gebeurtenis 7-11: 
En gij zult in drie soorten worden verdeeld. De mensen aan de rechterkant - hoe (gelukkig zijn) de mensen aan de rechterkant! En de mensen aan de linkerkant - hoe (ongelukkig) zijn de mensen aan de linkerkant! De voorbijstrevenden (in het geloof) zullen de eersten zijn. Dezen zijn de gunstelingen die God dicht zullen naderen

## In andere religies
In het bahá'í-geloof is de Sidrat al-Muntahā (gespeld als Sadratu'l-Muntahá in de bahá'í-geschriften) een metafoor voor de rang van de Manifestatie van God, die buiten het bereik en begrip van de mens ligt.

## Verder lezen
- Lambden, Stephen. Biblical, Islamic and Babi-Baha'i Studies: Section "Sidrat al-Muntaha".